# مديرية العبر

تعديل مصدري - تعديل

مديرية العبر إحدى مديريات محافظة حضرموت في شرق اليمن. بلغ عدد سكانها 3348 نسمة عام 2004.

موقع مديرية العبر في محافظة حضرموت